# Réjean Parent
Pour les articles homonymes, voir Parent.
Réjean Parent, né le 22 juillet 1952 et mort le 17 juillet 2024 à Montréal, est un enseignant, syndicaliste et chroniqueur québécois. Il est président de la Centrale des syndicats du Québec de juin 2003 à juin 2012.

## Biographie
Né le 22 juillet 1952, Réjean Parent travaille comme professeur d'éducation physique en Montérégie et s'implique dans son syndicat local dont il devient le vice-président. Il est président du Syndicat de l'enseignement de Champlain de 1984 à 2003 et président de la Centrale des syndicats du Québec de juin 2003 à juin 2012,.
En janvier 2013, il est nommé président du conseil d'administration du Centre de transfert pour la réussite éducative du Québec (CTREQ),.
Réjean Parent meurt le 17 juillet 2024 à l'âge de 71 ans au Centre hospitalier de l'Université de Montréal où il était hospitalisé depuis six mois,,.